# پائولین امبایه
پائولین امبایه (انگلیسی: Paulin Mbaye؛ زادهٔ) بازیکن فوتبال است.